# بهمن آباد (مقاطعة دهغلان)
بهمن‌آباد (بالفارسية: بهمن‌آباد) هي قرية تقع في Bolbanabad District في إيران. يقدر عدد سكانها بـ 247 نسمة .